# District de Zunheboto
Le district de Zunheboto est un district de l'état du Nagaland, en Inde.

## Géographie
Au recensement de 2011, sa population compte 300 000 habitants.
Son chef-lieu est la ville de Zunheboto. 